# انگرمانلاند

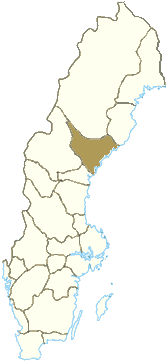
موقعیت انگرمانلاند در سوئد

اُنگِرمانلاند (به سوئدی: Ångermanland) یکی از استان‌های سوئد است که در شمال این کشور قرار دارد. این استان با استان‌های یمتلاند، مدلپاد، لاپلاند، وستربوتن و خلیج بوتنی مرز مشترک دارد.
انگرمانلاند با مساحت حدود ۱۹٫۵۰۰ کیلومتر مربع ششمین استان از لحاظ بزرگی در سوئد است. هزار کیلومتر مربع از این استان را آب پوشانده‌است. در سمت غرب این استان رودخانه انگرمان واقع شده‌است. اگر چه خاک این استان معمولاً برای کشاورزی بی‌ثمر است ولی نواحی اطراف رودخانه‌ها زمین‌هایی مساعد برای کشاورزی می‌باشند.